# Bourbriac
Bourbriac (en bretó Boulvriag) és un municipi francès, situat a la regió de Bretanya, al departament de Costes del Nord. L'any 2004 tenia 2.339 habitants. Limita amb els municipis de Coadout, Kerien, Gurunhuel, Plésidy, Pont-Melvez i Saint-Adrien.
A l'inici del curs 2007 el 9,7% dels alumnes del municipi eren matriculats a la primària bilingüe.

## Demografia
| 1962                                       | 1968 | 1975 | 1982 | 1990 | 1999 |
| ------------------------------------------ | ---- | ---- | ---- | ---- | ---- |
| 2489                                       | 2663 | 2458 | 2294 | 2293 | 2299 |
| Des de 1962: població sense dobles comptes |      |      |      |      |      |

## Administració
| Període | Identitat      | Partit |
| ------- | -------------- | ------ |
| 1995-   | Yannick Botrel | PS     |